# John Armijo
John Sebastián Armijo Armijo (Cerrillos, 8 de noviembre de 1981) es un entrenador y preparador físico chileno. Actualmente es entrenador de Deportes Santa Cruz, de la Primera B de Chile.

## Carrera
Oriundo de Cerrillos, Armijo estudió en el Colegio Salesianos, tras egresar ingresó a la UMCE, titulándose de profesor de educación física. Inició su carrera como preparador físico de la Selección de fútbol sub-20 de Chile, siendo parte del cuerpo técnico de José Sulantay en el Mundial 2007 de la categoría, donde obtuvo un tercer lugar. Tras la llegada de Marcelo Bielsa a la selección adulta, ingresa al cuerpo técnico de esta, como asistente de Luis María Bonini, dejando su puesto tras el Mundial de Sudáfrica 2010.
Armijo continua su carrera como preparador físico, trabajando para Universidad Católica, O'Higgins, Santiago Wanderers, Cobreloa y Unión Española.
Regresa a O'Higgins en 2015, ya titulado como entrenador, haciéndose cargo de las divisiones inferiores. En agosto de 2017, tras el despido de Cristián Arán, fue director técnico interino del primer equipo por dos partidos, para luego transformarse en entrenador adjunto del nuevo entrenador, Gabriel Milito.
Después de salir de O'Higgins en 2019, trabajo como Analista Táctico de la Universidad Católica, donde salió campeón de la Primera División 2019, posteriormente trabajó como director de desarrollo de las inferiores en Barnechea antes de ser nombrado director de Deportes Melipilla el 16 de diciembre de 2020. Bajo su dirección, llevó al equipo a los play-offs de la Primera B 2020, donde su equipo logró el ascenso a la Primera División tras vencer a Unión San Felipe en los penales. En agosto de 2021, es anunciado su despido del club melipillano.
En septiembre de 2021, es anunciado como el nuevo adiestrador de Barnechea de la Primera B chilena.En 2023, asumió como técnico de Deportes Antofagasta, donde en junio de 2024 fue despedido por la dirigencia puma por motivos poco claros.El entrenador llevo el despido a la justicia. En mayo de 2025, es anunciada su contratación por Deportes Santa Cruz.

## Estadísticas como entrenador
| Equipo               | País  | Año       | PD  | PG | PE | PP | Rendimiento |
| -------------------- | ----- | --------- | --- | -- | -- | -- | ----------- |
| O'Higgins (Interino) | Chile | 2017      | 3   | 1  | 0  | 2  | 33.33%      |
| Deportes Melipilla   | Chile | 2020-2021 | 31  | 10 | 11 | 10 | 44.09%      |
| Barnechea            | Chile | 2021-2022 | 47  | 15 | 13 | 19 | 41.13%      |
| Deportes Antofagasta | Chile | 2023-2024 | 51  | 23 | 10 | 18 | 51.64%      |
| Deportes Santa Cruz  | Chile | 2025-Act. | 12  | 3  | 6  | 3  | 41.67%      |
| Total                | Total | Total     | 144 | 52 | 40 | 52 | 45.37%      |